# Ferkessédougou
Ferkessédougou è una città, sottoprefettura e comune della Costa d'Avorio. È anche capoluogo della regione di Tchologo e dell'omonimo dipartimento. Conta una popolazione di 120 150 abitanti (censimento 2014).